# (200303) 2000 CQ97
(200303) 2000 CQ97 es un asteroide perteneciente al cinturón de asteroides descubierto el 9 de febrero de 2000 por Korado Korlević desde el Observatorio de Višnjan, Zvjezdarnica Višnjan, Croacia.

## Designación y nombre
Designado provisionalmente como 2000 CQ97.

## Características orbitales
2000 CQ97 está situado a una distancia media del Sol de 2,689 ua, pudiendo alejarse hasta 3,303 ua y acercarse hasta 2,074 ua. Su excentricidad es 0,228 y la inclinación orbital 15,03 grados. Emplea 1610,68 días en completar una órbita alrededor del Sol.

## Características físicas
La magnitud absoluta de 2000 CQ97 es 16,2. 